# كلود بيرون
كلود بيرون (بالفرنسية: Claude Perron)‏ هي ممثلة فرنسية، ولدت في 23 يناير 1966 في فرنسا.

## أعمال

### أفلام
- (2001) أميلي[1]

## وصلات خارجية
- كلود بيرون على موقع IMDb (الإنجليزية)
- كلود بيرون على موقع ألو سيني (الفرنسية)
- كلود بيرون على موقع أول موفي (الإنجليزية)
- كلود بيرون على موقع قاعدة بيانات الأفلام السويدية (السويدية)
- كلود بيرون على موقع قاعدة بيانات الفيلم (الإنجليزية)
- كلود بيرون على موقع كينوبويسك (الروسية)